# Nancy Allen
Nancy Allen (født 24. juni 1950) er en amerikansk skuespillerinde. Hun er bedst kendt for sin rolle som Anne Lewis i RoboCop fra (1987).

## Eksterne links
- Wikimedia Commons har flere filer relateret til Nancy Allen
- Nancy Allen på Internet Movie Database (engelsk)
- Nancy Allen på Filmdatabasen
- Nancy Allen på Scope
- Nancy Allen på Svensk Filmdatabas (svensk)
- Nancy Allen på AlloCiné (fransk)
- Nancy Allen på AllMovie (engelsk)
- Nancy Allen på Turner Classic Movies (engelsk)
- Nancy Allen på Rotten Tomatoes (engelsk)
- Nancy Allen på The Movie Database (engelsk)
- Nancy Allen på Internet Broadway Database (engelsk)